# Bougaa
Bougaa è un comune dell'Algeria, situato nella provincia di Sétif.